# Сутково (Лоевский район)
Сутко́во (бел. Суткова) — посёлок в Страдубском сельсовете Лоевского района Гомельской области Беларуси.

## География

### Расположение
В 11 км на север от Лоева, 53 км от железнодорожной станции Речица (на линии Гомель — Калинковичи), 72 км от Гомеля.

## Транспортная сеть
Рядом автодорога Лоев — Речица. Планировка состоит из прямолинейной меридиональной улицы, к которой с запада, от автодороги присоединяется короткая прямолинейная улица. Застройка двусторонняя, неплотная, деревянная, усадебного типа.

## История
Известна с XVIII века как селение в Речицкой волости Минского воеводства Великого княжества Литовского. После 2-го раздела Речи Посполитой (1793 год) в составе Российской империи. 
С 1885 по 1917 г. имением Сутково владела Екатерина Васильевна Барановская (урождённая Сабашникова). Приобретение имения и его подробное описание даёт в своих воспоминаниях М. В. Сабашников:

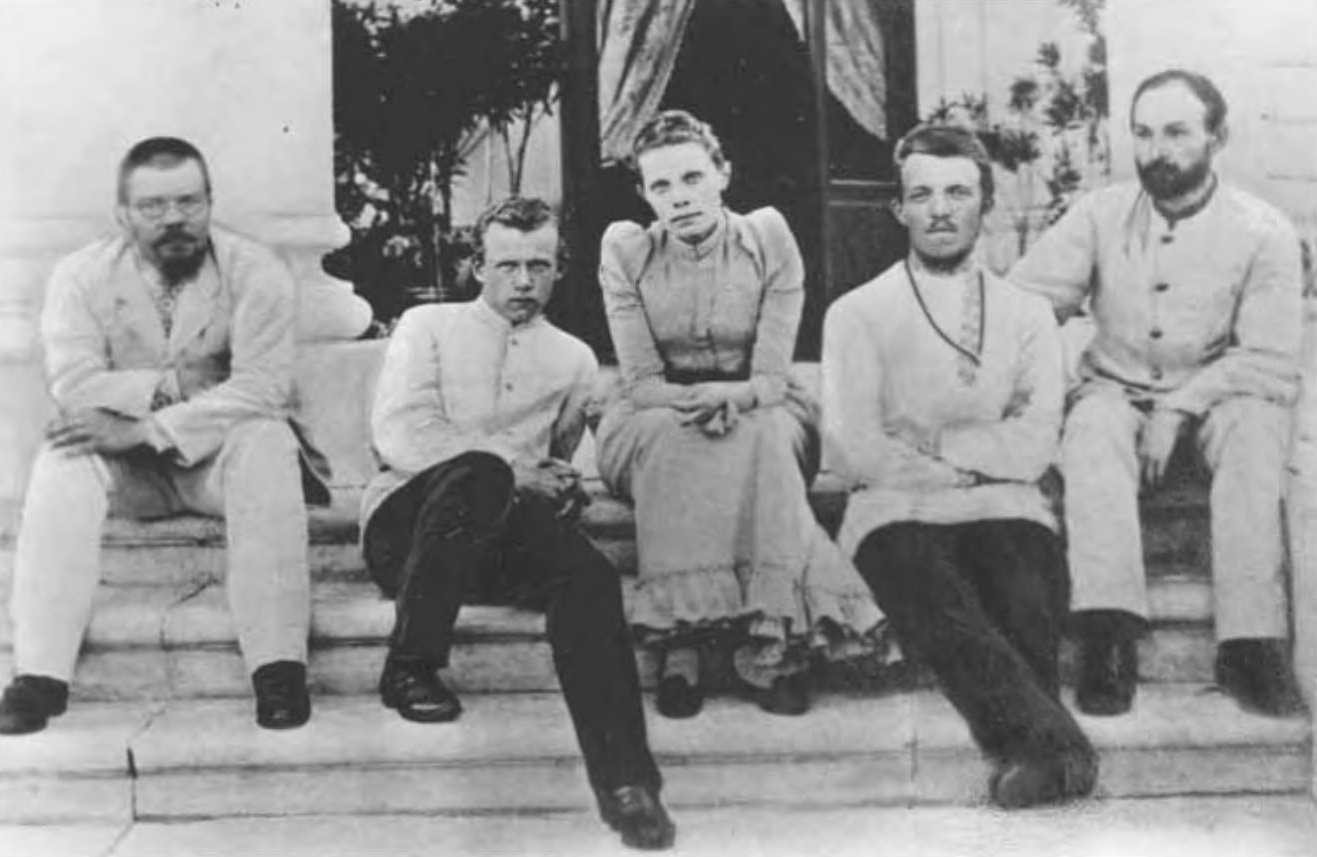
Е. В. Барановская (в центре), М. В. (справа от неё) и С. В. (слева от неё) Сабашниковы. Сутково. 1890-е гг.

Вскоре Катя вернулась из Швеции, и мы все поехали проводить лето в Суткове - только что приобретенном Катей имении на берегу Днепра Минской губернии. Путь лежал по железной дороге до Гомеля, оттуда пароходом по Сожу до Лоева, из Лоева лошадьми 12 верст вверх по правому горному берегу Днепра, обсаженным ещё при Екатерине II вековыми березами, шляхом. Все было чудесно хорошо в этом путешествии по захолустным местам Белороссии, и очарование постепенно все нарастало, т. к. самым восхитительным во всей этой поездке было само Сутково.
Большой двухэтажный белый дом с колоннами на высоком берегу Днепра господствовал над всей окрестностью. По бокам его два маленьких одноэтажных флигеля соединены были с домом крытыми галереями. Перед домом большая площадка, занятая когда-то цветниками, теперь заброшенными, а с неё широкий вид на противоположный берег реки, покрытый вековыми дубами. Ни колокольни, ни трубы, ни признака жилья на всем громадном, окидываемом взором, пространстве! Впечатление природы самобытной, ещё нетронутой человеком, поддерживалось ещё неугомонной работой могучей реки, на глазах преобразовывавшей пейзаж: Днепр перед домом делал большую петлю, а внизу под самой горой бурлила так называемая «прорва», т. е. вновь образовавшийся проток реки, с каждым годом размывая себе ложе, все шире да глубже, отрывая от берега значительные участки. Около самого дома роскошные декоративные уксусные кусты, шиповник и белая акация, во время цветения наполнявшая дом своим ароматом.
К дому примыкал разведённый с большим вкусом вековой парк, в котором граб, дуб, ясень и клен красивыми куртинами обрамляли сочные лужайки, а со стороны реки оставляли удачно выбранные просветы с видами в даль. Длинная аллея пирамидальных тополей и неизбежная в каждом русском парке липовая аллея ограничивали собой старый фруктовый сад, с его яблонями, грушами, вишнями и сливами. Все когда-то заведено было на широкую ногу, умело и красиво, но все было забыто и запущено. Всему время принесло то разрушение, которое, по словам Гоголя, придает делам людским новую, исключительную значительность.
От «господского дома», пересекая шлях, вела на протяжении двух верст широкая обсаженная липами дорога к «фольварку», как по местному называется хутор с хозяйственными постройками. Здесь разрушение казалось более глубоким. Со времени последнего польского восстания жизнь помещиков-поляков в крае захирела. Собственное хозяйство было оставлено, и имение стало сдаваться в аренду. Неремонтировавшиеся постройки пришли в крайнюю ветхость и разрушались. Часть полей поросла молодым лесом. По старому лесу прошла хищническая рубка, после которой на земле валялись и гнили неубранные вершины и ветви сваленных деревьев, от которых воспользовались лишь самыми ценными частями ствола. Заражая оставшиеся несрубленными деревья короедом и мешая появлению молодых порослей, они превращали бывшую под лесом площадь в какую-то непролазную трущобу.
— М. В. Сабашников. "Записки. Письма." (2011)
Согласно переписи 1897 года действовали больница, винокурня и кирпичный завод. В 1930 году организован колхоз «Днепровская коммуна», работали кузница, паровая мельница, крахмальный завод. Согласно переписи 1959 года в составе совхоза «Днепровский» (центр — деревня Переделка). Расположены Лоевское лесничество, аптека, 2 магазина.
До 31 декабря 2009 года в составе Переделковского сельсовета.

## Население

### Численность
- 1999 год — 145 хозяйств, 406 жителей.

### Динамика
- 1795 год — 68 жителей.
- 1897 год — 7 дворов 140 жителей (согласно переписи).
- 1959 год — 312 жителей (согласно переписи).
- 1999 год — 145 хозяйств, 406 жителей.